# Кешин-Ком'юніті (Техас)
Кешин-Ком'юніті (англ. Cashion Community) — місто (англ. city) в США, в окрузі Вічита штату Техас. Населення — 286 осіб (2020).

## Географія
Кешин-Ком'юніті розташований за координатами 34°2′11″ пн. ш. 98°30′30″ зх. д. / 34.03639° пн. ш. 98.50833° зх. д. (34.036429, -98.508225).  За даними Бюро перепису населення США в 2010 році місто мало площу 4,85 км², уся площа — суходіл.

## Демографія
Згідно з переписом 2010 року, у місті мешкало 348 осіб у 133 домогосподарствах у складі 106 родин. Густота населення становила 72 особи/км².  Було 138 помешкань (28/км²).
Расовий склад населення:
| - 91,4 % — білих - 3,4 % — азіатів - 1,1 % — корінних американців - 1,1 % — чорних або афроамериканців - 1,7 % — осіб інших рас |

До двох чи більше рас належало 1,1 %. Частка іспаномовних становила 4,9 % від усіх жителів.
За віковим діапазоном населення розподілялося таким чином: 22,7 % — особи молодші 18 років, 48,6 % — особи у віці 18—64 років, 28,7 % — особи у віці 65 років та старші. Медіана віку мешканця становила 48,0 року. На 100 осіб жіночої статі у місті припадало 98,9 чоловіків;  на 100 жінок у віці від 18 років та старших — 102,3 чоловіків також старших 18 років.
Середній дохід на одне домашнє господарство  становив 56 650 доларів США (медіана — 48 125), а середній дохід на одну сім'ю — 64 792 долари (медіана — 58 750). За межею бідності перебувало 13,5 % осіб, у тому числі 33,3 % дітей у віці до 18 років та 3,5 % осіб у віці 65 років та старших.
Цивільне працевлаштоване населення становило 97 осіб. Основні галузі зайнятості: освіта, охорона здоров'я та соціальна допомога — 17,5 %, транспорт — 14,4 %, публічна адміністрація — 12,4 %.